# Ferit α
Ferit α nebo alfa ferit je intersticiální tuhý roztok uhlíku v železe α s krychlovou prostorově středěnou krystalovou mřížkou (BCC). V základní krystalové buňce feritu, kde je 8 atomů železa umístěných v rozích krychle, může být jeden atom uhlíku umístěn uprostřed. Maximální koncentrace uhlíku ve feritu je 0,022 hm. %.

## Charakteristika
Ferit α je intersticiální tuhý roztok uhlíku v železe alfa. To znamená, že atomy uhlíku se nacházejí v meziatomových prostorách krystalové mřížky železa α. Rozpustnost uhlíku v alfa železe je funkcí teploty (při konstantním tlaku). Nejvyšší rozpustnost uhlíku je při eutektoidní teplotě, což je teplota eutektoid polymorfní přeměny oceli – odpovídá teplotě asi 723 °C při normálním tlaku. Ferit α je při této teplotě nasycený při koncentraci uhlíku 0,022 hm. %.. Při ochlazování oceli se rozpustnost uhlíku v alfa železe ještě zmenšuje a při teplotě 20 °C je obsah uhlíku řádově 10−7 %, tedy zanedbatelný. Přebytečný uhlík se při ochlazování z feritu vylučuje jako terciární cementit Fe3C. Krystaly feritu jsou světlé, za studena měkké a tvárné, těmito vlastnostmi se vyznačují i oceli s větším podílem feritu (nízkouhlíkové oceli).
Ferit je feromagnetický při teplotách nižších než 769 °C. Právě tato složka dodává oceli a litině jejich magnetické vlastnosti. Při zvýšení teploty dojde k přeměně na paramagnetický ferit β. Nad teplotou Ac3 912 °C se mění krystalová mřížka z železa z prostorově středěné na plošně středěnou mřížku austenitu. Nad peritektickou teplotou 1394 °C se austenit transformuje opět na ferit, který se označuje jako ferit δ a který má stejnou strukturu jako ferit α.